# Жолдак Андрій Валерійович
Андрій Валерійович Жолдак (нар. 3 листопада 1962, м. Київ) — український театральний режисер. Заслужений діяч мистецтв України (2004). Лауреат низки відзнак міжнародних театральних фестивалів, а також премії ЮНЕСКО (2004). Кавалер ордена «За заслуги» III ступеня (2009). 
З 2006 року проживає у Німеччині.

## Біографія
Свою першу режисерську освіту Андрій отримав у Київському державному інституті мистецтв ім. Івана Карпенка-Карого (1986). У 1989 році закінчив Державний інститут театрального мистецтва в Москві (курс А. Васильєва). Ставив спектаклі в Київському національному театрі ім. І.Франка, театрі «Балтійський дім», театрі Раду Верстата (м. Сибіу, Румунія), театрі «Фольксбюне» (м. Берлін), Люцернському театрі опери й драми. У 2002—2005 роках — художній керівник Харківського драматичного театру ім. Т. Шевченка.
Належить до найбільш знаних у світі діячів українського драматичного театру. Широко використовує прийоми сучасного, зокрема аванґардного театру, через що зажив слави невтомного експериментатора.. Прагне до естетичної провокації, аби розбурхати свідомість і уяву глядача. Деякі його вистави тривають 4-5 годин і є випробуванням для акторів, яких він садить у клітки, змушує бігати голими на сцені й виставляти на показ усе, що є гарного й поганого в людській природі.. На думку Андрія Жолдака, театр жорстокості, театр шоку є театром майбутнього. Цю думку режисер мотивує так:
| "Треба розуміти, що сьогодні глядач, особливо західний глядач, існує в пластиковому, комфортному світі, якість життя настільки висока в усьому, що люди постійно існують наче під лампою, яка їх зігріває. Тому у них і популярний жорсткий радикальний театр."[3] |
Андрій Жолдак переконаний, що Україні потрібна «культурна Аль-Каїда», тобто оновлення культурного процесу новими ідеями та проєктами, які не залишать поза увагою не лише масового читача, а й державників та політиків.
Був одружений із Вікторією Спесивцевою, син драматурга Валерія Жолдака, двоюрідний племінник Богдана Жолдака. 
З боку матері, Тобілевич Лесі Назарівни, походить зі знаменитої династії Тобілевичів-Тарковських, тому Андрій узяв псевдонім Тобілевич ІУ, онук Назара Юрійовича Тобілевича (1909-2001), праправнук українського драматурга Івана Карпенка-Карого та Надії Тарковської, внучатий племінник Миколи Садовського, Панаса Саксаганського, Марії Садовської-Барілотті, Олександра, Арсенія та Андрія Тарковських.

## Вистави
Харківського драматичного театру ім. Т. Шевченка
- 2002 — «Гамлет. Сни»
- 2003 — «Один день Івана Денисовича»
- 2003 — «Місяць кохання»
- 2004 — «Гольдоні. Венеція»
- 2005 — «Ромео і Джульєтта. Фрагмент»

Різні театри
- 1995 — «Не боюсь сірого вовка» за п'єсою «Хто боїться Вірджинії Вульф?» Едварда Олбі
- 2005 — «Медея в місті»
- 2007 — «Життя з ідіотом»
- 2008 — «Войцек»
- 2008, 29 листопада — «Ленін Love. Сталін Love.» Андрія Жолдака за мотивами роману «Жовтий князь» Василя Барки

## Нагороди
- 2004 — Лауреат премії ЮНЕСКО в галузі виконавських мистецтв[9]
- 2009 — Орденом «За заслуги» III ступеня (за здійснення мистецьких проектів на вшанування пам'яті жертв Голодомору 1932—1933 років в Україні  — вистава «Ленін Love. Сталін Love.»[10]